# Le Gua, Isère
Le Gua este o comună în departamentul Isère din sud-estul Franței. În 2009 avea o populație de 1.910 de locuitori.

## Evoluția populației
| An        | 1975  | 1982  | 1990  | 1999  | 2006  | 2009  |
| --------- | ----- | ----- | ----- | ----- | ----- | ----- |
| Populație | 1.135 | 1.315 | 1.505 | 1.713 | 1.837 | 1.910 |